# Chico Xavier (film)
Chico Xavier è un film brasiliano del 2010 diretto da Daniel Filho. La prima è stata il 2 aprile 2010 e già il 6 maggio era stato visto da circa 3 milioni di persone.

## Trama
Il film è un adattamento cinematografico della vita del medium e filantropo brasiliano Chico Xavier (1910-2002).

## Cast
- Nelson Xavier: Chico Xavier da anziano
- Ângelo Antônio: Chico Xavier da adulto
- Matheus Costa: Chico Xavier da bambino
- Tony Ramos: Orlando
- Christiane Torloni: Glória
- Giulia Gam: Rita
- Letícia Sabatella: Maria
- Luis Melo: João Candido
- Pedro Paulo Rangel: Padre Scarzelo
- Giovanna Antonelli: Cidália
- André Dias: Emmanuel